# مجموعة اي سي بي المصرفية
 يشار إلى مجموعة اي سي بي المصرفية أيضًا باسم مجموعة لوكسمبورج المالية السويسرية أو مجموعة اي سي بي المالية، ولكنها تُعرف عمومًا باسم البنك التجاري الدولي ، وهي شركة دولية تقدم الخدمات المالية ومقرها في شينليجي ، سويسرا ، ولها فروع في أوروبا الشرقية وأفريقيا وآسيا .
تم شطب الشركة في عام 2012. 

## التاريخ
بدأت المجموعة عملياتها المصرفية في عام 1994 عندما مُنحت ترخيصًا لتشغيل بنك في المجر . منذ ذلك الحين ، أنشأت مجموعة البنك التجاري الدولي المصرفية أو استحوذت على بنوك تجارية في أوروبا الشرقية وأفريقيا وآسيا. اعتبارًا من مايو 2009 ، تدير المجموعة البنوك في ثلاثة عشر (13) دولة في ثلاث (3) قارات.
بدأت المجموعة عملياتها في أفريقيا في عام 1996 في غانا واليوم لها وجود في تسع (9) دول أفريقية . في عام 2003 ، دخلت المجموعة السوق الآسيوية من خلال الاستحواذ على حصة غير مباشرة قدرها 11.3 ٪ في بنك اندونيسيا الدولي ، أحد أكبر البنوك في إندونيسيا . من خلال عمليات الاستحواذ والشركات الناشئة التالية ، يعمل اليوم في ثلاثة (3) دول آسيوية.
في عام 2004 ، تم دمج الملكية الفردية للمجموعة المصرفية تحت مظلة مجموعة اي سي بي المالية المصرفية القابضة ، وهي شركة قابضة مقرها سويسرا . في 17 مايو 2007 ، تم إدراجها في سوق بورصة لندن . 
تأسس بنك ICB في ملاوي في عام 2008.  في عام 2010 ، تخلصت مجموعة من حصتها في البنك الإسلامي في بنغلاديش ، مقابل 55 مليون دولار نقدًا.  أيضا في عام 2010 ، تم تأسيس فرع البنك في زامبيا. 
في عام 2013 ، باع البنك التجاري الدولي مجمل عملياته في مالاوي ، وسيطر على حصص عملياته في زامبيا وموزامبيق إلى مجموعة بنك التاجر الأول المصرفية في جنوب إفريقيا: لم تلب البنك في ملوي في الحصول على ليس بسبب قابلية النشاط التجاري في ملاوي ولكن لأنه كان جزءًا من الصفقة في البلدين حيث ترغب في فتح عملياتها من خلال الاستحواذ .

## روابط خارجية
- صفحة المجموعة المصرفية الدولية
- البنك النيجيري يشتري أصول البنك التجاري الدولي في غرب إفريقيا